# 博斯普里特角
博斯普里特角（英語：Bowsprit Point），是南極洲的海岬，位於南桑威奇群島，處於列斯科夫島東北部，在1971年由英國南極名稱諮詢委員命名，由英國海外領土管轄。